# HD 131625
HD 131625，又名CD-3310169，SAO 206099、HR 5558，是一颗恒星，视星等为5.32，位于銀經330.53，銀緯22.27，其B1900.0坐标为赤經14h 49m 36.3s，赤緯-33° 22.27′ 59″。